# Sälliku
Sälliku est un village de 35 habitants de la Commune de Iisaku du Comté de Viru-Est en Estonie. 